# Bank Frick
Bank Frick ist eine im Fürstentum Liechtenstein ansässige Privatbank mit Sitz in Balzers. Die Bank wurde 1998 vom liechtensteinischen Treuhänder Kuno Frick sen. (25. Dezember 1938 – 27. Juni 2017) gemeinsam mit österreichischen Finanzinvestoren gegründet und ist seit 2021 wieder vollständig im Besitz der Kuno Frick Familienstiftung (KFS).

## Hintergrund
Die Wurzeln der Bank Frick liegen im Private Banking und in der Entwicklung von Finanzdienstleistungen für eine internationale Kundschaft. 2007 bezog die Bank Frick mit 20 Mitarbeitern ihren Hauptsitz in Balzers. Seit 2011 betreibt sie eine Niederlassung in London. Unterdessen sind in Balzers ca. 160 Mitarbeiter für Bank Frick tätig.
Mittlerweile baut die Bank das Geschäftsfeld digitaler Bankdienstleistungen strategisch aus. Die Bank fokussiert sich auf private Kunden, Firmen- und Fondskunden, welche bei Bank Frick von spezialisierten Abteilungen betreut werden.
Die Bank Frick ist seit 2011 – als einziges Institut in Liechtenstein – Inhaberin von Acquiring-Lizenzen von MasterCard und Visa.
Net1 UEPS Technologies, Inc. (Net1) – ein NASDAQ-notiertes Finanztechnologieunternehmen – übernahm 2017 zuerst 30 % der Anteile von der bisherigen Alleineigentümerin, der KFS, 2018 weitere 5 % und wurde 2019 durch Ausübung einer Option mit 70 % Beteiligung. Seit 2021 ist die Bank wieder vollständig im Besitz der Kuno Frick Familienstiftung (KFS).

## Personalien
Seit 2008 ist der ehemalige Regierungschef von Liechtenstein, Mario Frick, Verwaltungsratspräsident und für die strategische Führung der Bank zuständig. Edi Wögerer führt das Unternehmen operativ. Der Verwaltungsrat wird von Mario Frick, Roland Frick, Rolf Jermann und Michael Kramer besetzt.
Der ehemalige Geschäftsführer Jürgen Frick wurde im April 2014 von einem gescheiterten Fondsmanager erschossen (siehe Mordfall Jürgen Frick). Seither ist Edi Wögerer als CEO der Bank Frick eingesetzt.